# Jan Gerdes
Jan Gerdes (* 1964 in Heide) ist ein deutscher in Berlin lebender Pianist mit einem Repertoire von klassisch-romantischer bis zu zeitgenössischer Musik, sowie ein Musiker der Elektronischen Musik.

## Wirken
Jan Gerdes studierte Klavier und Schlagzeug; zunächst an der Hochschule für Musik, Theater und Medien Hannover bei Kurt Bauer, danach an der Musikhochschule Detmold bei Renate Kretschmar-Fischer und Nerine Barrett und absolvierte ergänzend Meisterkurse bei Anatol Ugorski, Halina Czerny-Stefańska, und Edith Picht-Axenfeld.
Gerdes spielt sowohl klassisch-romantisches wie auch zeitgenössisches Repertoire und kombiniert auch beides, etwa im Programm „Kontraste“, das Klavierwerke von Ludwig van Beethoven, Johannes Brahms und Frédéric Chopin mit zeitgenössischen Klavierwerken von Karl-Heinz Stockhausen, György Ligeti und Johannes Sandberger miteinander verzahnte.
Als Interpret neuer Werke für Solo-Klavier arbeitete er unter anderem mit den Komponisten Karl-Heinz Stockhausen, Helmut Lachenmann, Wolfgang Rihm, und Peter Ruzicka und spielte zahlreiche Uraufführungen, darunter Werke von Sidney Corbett, Moritz Eggert, Peter Gahn, Eva-Maria Houben, Erik Janson, Gordon Kampe, Péter Kőszeghy, Christian Ofenbauer, Annette Schlünz und Andreas F. Staffel.
Seine Konzerttätigkeit führte ihn zu internationalen Festivals und Konzertorten, darunter Philharmonie Köln, Konzerthaus Berlin, Philharmonie Berlin, Konzerthaus Wien, Tonhalle Düsseldorf, Alte Oper Frankfurt, Philharmonie Essen, Schleswig-Holstein-Musik-Festival, Kunstfest Weimar, Mozarteum Salzburg und Bregenzer Festspiele.
Für Edition Zeitklang spielte Gerdes 2007 die CD „Gelände/Zeichnung“ mit Klavierwerken von Sidney Corbett, Peter Gahn, Phillip Mainz, Bernfried Pröve und Jörg Widmann ein, über die das Magazin „Klassik heute“ schrieb, dass Jan Gerdes die „schier endlosen Möglichkeiten einer subtilen Formung von Anschlag und Ton“ ausschöpfe, und die CD in allen drei Kategorien (Künstlerische Qualität, Klangqualität, Gesamteindruck) mit der Höchstzahl an Punkten bewertete.
Zu weiteren Aufnahmen zählen unter anderem eine CD mit „Ensemble Horizonte“ mit zeitgenössischen Ensemble-Werken (2001) und die Einspielung des Gesamtwerks für Klavier des Komponisten Johannes Sandberger (2022).
2024 veröffentlichte Gerdes bei Genuin Records ein Album mit zeitgenössischer afrikanischer Klaviermusik East-West-Central-South. Das Album zeigt laut einer Besprechung im Deutschlandfunk "vielschichtige Herangehensweisen, Kompositionsformen und Klangsprachen" und sei "ein kleines Fenster in einen riesigen Kosmos." Die nmz beschrieb es als "exzellentes Album mit spektakulärer Musik, gespielt mit einer liebenswürdig-kräftigen Sorgfalt und einer weichen Präzision".
Des Weiteren wirkte er als Pianist für Fernseh- und Rundfunkaufnahmen.
Er arbeitet auch im Grenzbereich zwischen Neuer und elektronischer Musik und kooperiert seit 2004 mit dem Klangkünstler Thomas Andritschke im Duo Erol, „auf der Schnittstelle zwischen zeitgenössischer Klaviermusik und elektronischer Clubkultur“. Seit 2018 bildet er außerdem mit dem Berliner Techno-Produzenten Frank Bogdanowitz alias Dr. Nojoke das Duo rand.
Theatrale und filmische Projekte verwirklicht er in der 2008 gegründeten Plattform solosymphonie productions mit dem Schauspieler Michael Fuchs, darunter Sarah Kanes Bühnenstück 4.48 Psychose am Nationaltheater Mannheim, in Kooperationen mit der Zeitgenössischen Oper Berlin, und in Engagements als Musiker und Performer in Nicola Hümpels Musiktheatergruppe Nico and the Navigators.
Eigene Klavier-Kompositionen und Songs spielt er im Projekt „Songs and Improvisations“.
Gerdes unterrichtet Klavier an der Universität Potsdam und erteilt gelegentlich an Musikhochschulen Lectures und Workshops über zeitgenössische Klaviertechniken, u. a. am Mozarteum Salzburg.

## Diskographie (Auswahl)
- „Zeitspuren“, Ensemble Horizonte: Leitung: Jörg-Peter Mittmann. Mit Werken von George Crumb, Gerald Eckert, Morton Feldman, Isabel Mundry, Jörg-Peter Mittmann. Ambitus 2001.
- „Gelände/Zeichnung“, Jan Gerdes Klavier. Mit Werken von Sidney Corbett, Peter Gahn, Phillip Mainz, Bernfried Pröve, Jörg Widmann. Edition Zeitklang 2007.
- „die letzte forelle“. Erol. Jan Gerdes, Piano, Synthesizer. Thomas Andritschke electronics. spotify 2010.
- „Johannes Sandberger: ‚Miniaturen‘ für Klavier.“ Jan Gerdes Klavier. Bandcamp 2023
- „Songs and improvisations“, Jan Gerdes Klavier, xjazzmusic 2023
- "East-West-Central-South", Jan Gerdes Klavier, Genuin records 2024.[21]